# Diocèse de Lashio
Le diocèse de Lashio est un siège de l'Église catholique en Birmanie, suffragant de l'archidiocèse de Mandalay. En 2013, il comptait 26 897 baptisés pour 2 488 000 habitants.

## Territoire
Il se trouve dans la partie orientale du centre du pays, dans une région montagneuse à la limite de la Chine. Son siège est à la cathédrale du Sacré-Cœur de Lashio. La ville s'est considérablement développée depuis les années 1980. Le diocèse comprend dix-huit paroisses sur 61 266 km 2.

## Histoire
La région est évangélisée sans grand résultat à la fin du XIXe siècle par les missionnaires des Missions étrangères de Paris, à partir de leur base de Mandalay. Ils laissent la place dans les années 1930 aux Italiens de l'Institut pontifical pour les missions étrangères. Le prêtre Pietro Manghisi y trouve le martyre en 1953. 
La préfecture apostolique de Lashio est érigée le 20 novembre 1975 par la bulle Catholicae fidei de Paul VI, recevant son territoire du diocèse de Kengtung. Elle est élevée au statut de diocèse, le 7 juillet 1990, par la bulle Missioniarorum ob sollertem de Jean-Paul II.
La région est habitée entre autres par la minorité ethnique Shan, des Chinois, des Sino-birmans, des Birmans ethniques, ces derniers presque tous bouddhistes. Le catholicisme est le fait de minorités ethniques.
Toutes les écoles, infirmeries, dispensaires, orphelinats et autres institutions de l'Église ont été confisqués et nationalisés.

## Ordinaires
- Jocelyn Madden SDB, 20 novembre 1975-1985
- Charles Maung Bo SDB, 16 mai 1986-13 mars 1996
- Philippe Lasap Za Hawng, depuis le 3 avril 1998

## Statistiques
- En 2001, le diocèse comptait 32 000 baptisés pour 2 260 000 habitants (1,4%), 22 prêtres, 11 religieux et 136 religieuses dans 15 paroisses
- En 2013, le diocèse comptait 26 897 baptisés pour 2 488 000 habitants (1,1%), 41 prêtres, 13 religieux et 126 religieuses dans 18 paroisses[1].